# Tropheus annectens
Tropheus annectens Boulenger, 1900 è un pesce d'acqua dolce appartenente alla famiglia Cichlidae, endemico del lago africano Tanganica.

## Descrizione
La lunghezza massima registrata è di 8 cm.

## Biologia

### Riproduzione
È un ciclide incubatore orale.

## Distribuzione e habitat
Popola una piccola porzione delle sponde orientali del Tanganica (su quelle occidentali la distribuzione è limitatissima), vivendo, anche in gruppi composti da centinaia di esemplari, su fondi rocciosi a profondità generalmente non superiori ai 7 m. Sono note due
varietà geografiche, la “Kongole”per la sponda congolese del lago e la “Bulu Point”, individuata in Tanzania nell'omonima località.

## Allevamento in acquario
Vista la taglia, 14 cm, andrebbe allevato in vasche spaziose, con un arredamento di rocce e in gruppi numerosi, composti da almeno 8-10 esemplari.